# گاستون ریف
گاستون ریف (انگلیسی: Gaston Reiff؛ ۲۴ فوریه ۱۹۲۱ – ۶ مه ۱۹۹۲) ورزشکار دو و میدانی اهل بلژیک بود.
وی در مسابقات کشوری و بین‌المللی در مجموع برندهٔ ۱ مدال طلا و ۱ مدال برنز شده‌است.